# 54-я гвардейская танковая бригада
54-я гвардейская танковая Васильковская ордена Ленина Краснознамённая орденов Суворова и Богдана Хмельницкого бригада — гвардейская танковая бригада Красной армии ВС СССР, в годы Великой Отечественной войны.
Условное наименование — войсковая часть полевая почта (в/ч пп) № 05803.
Сокращённое наименование — 54 гв. тбр.

## История формирования
Приказом НКО СССР № 0404 от 26 июля 1943 года 15-й танковый корпус был преобразован в 7-й гвардейский танковый корпус, входившей в него 88-й танковой бригаде также было присвоено почётное звание «Гвардейская». Новый войсковой № 54-я гвардейская танковая бригада был присвоен директивой Генерального штаба КА № орг/3/138087 от 15 августа 1943 года.
Участвовала в освобождении Левобережной и Правобережной Украины, Львовско-Сандомирской, Висло-Одерской, Нижнесилезской, Берлинской и Пражской наступательных операциях. Входила в 7-й гвардейский танковый корпус 3-й гвардейской танковой армии под командованием П. С. Рыбалко.
Особо отличилась в освобождении Ченстоховы.

## Хронология событий
Период вхождения в действующую армию: 26 июля 1943 года — 14 августа 1943 года, 10 сентября 1943 года — 6 сентября 1944 года, 28 октября 1944 года — 11 мая 1945 года.
- осень 1943 — Киевская наступательная операция
- 13 июля 1944 — 19 августа 1944 — Львовско-Вислинская операция
- 2—4 сентября — борьба с УПА (район Любеля)
- 21 октября 1944 — 2 января 1945 — доукомплектация и подготовка в районе Жулава-Тарнобжег
- 2 января 1945 передислоцирована в лесничество Чайкув на Сандомирском плацдарме в ожидании наступления 12 января
- 12 января 1945 — 7 марта 1945 — участие в Силезско-Одерской операции[5].

- 16—17 января — освобождение Ченстоховы.
- 23 января — захват плацдарма на Одере близ города Оппельн (ныне Ополе).

- конец февраля — начало марта — битва за Лаубан
- март — 16 апреля 1945 — доукомплектование ввиду больших потерь
- апрель—май 1945 — участие в битве за Берлин

- 16 апреля 1945 — форсирование Нейсе в районе Кляйн-Бадемейзель
- 20 апреля — крупный бой в районе села Гари

- 9 мая 1945 — участие в освобождении Праги

## Состав
при переформировании в гвардейскую по штатам № 010/270 — 010/277:
- Управление бригады (штат № 010/270)
- 209-й отдельный танковый батальон (штат № 010/271)[9]
- 210-й отдельный танковый батальон (штат № 010/272)[10]
- Мотострелково-пулемётный батальон (штат № 010/273)
- Истребительно-противотанковая батарея (штат № 010/274)
- Рота управления (штат № 010/275)
- Рота технического обеспечения (штат № 010/276)
- Медико-санитарный взвод (штат № 010/277)
- Рота ПТР (штат № 010/375)
- Зенитно-пулемётная рота (штат № 010/451)

Директивой ГШ КА № орг/3/2464 от 19 июня 1944 года переведена на штаты № 010/500 — 010/506:
- Управление бригады (штат № 010/500)
- 1-й отдельный танковый батальон (штат № 010/501) (до 16.05.1944 209-й отб)
- 2-й отдельный танковый батальон (штат № 010/501) (до 16.05.1944 210-й отб)
- 3-й отдельный танковый батальон (штат № 010/501)
- Моторизованный батальон автоматчиков (штат № 010/502)
- Зенитно-пулемётная рота (штат № 010/503)
- Рота управления (штат № 010/504)
- Рота технического обеспечения (штат № 010/505)
- Медсанвзвод (штат № 010/506)

## В составе
| Подчинение     | Подчинение            | Подчинение                     | Подчинение                      | Подчинение |
| Дата           | Фронт (военный округ) | Армия                          | Корпус                          | Примечания |
| -------------- | --------------------- | ------------------------------ | ------------------------------- | ---------- |
| 1.08.1943 года | Центральный фронт     | 3-я гвардейская танковая армия | 7-й гвардейский танковый корпус | -          |
| 1.09.1943 года | Резерв Ставки ВГК     | 3-я гвардейская танковая армия | 7-й гвардейский танковый корпус | -          |
| 1.10.1943 года | Воронежский фронт     | 3-я гвардейская танковая армия | 7-й гвардейский танковый корпус | -          |
| 1.11.1943 года | 1-й Украинский фронт  | 3-я гвардейская танковая армия | 7-й гвардейский танковый корпус | -          |
| 1.12.1943 года | 1-й Украинский фронт  | 3-я гвардейская танковая армия | 7-й гвардейский танковый корпус | -          |
| 1.01.1944 года | 1-й Украинский фронт  | 3-я гвардейская танковая армия | 7-й гвардейский танковый корпус | -          |
| 1.02.1944 года | 1-й Украинский фронт  | 3-я гвардейская танковая армия | 7-й гвардейский танковый корпус | -          |
| 1.03.1944 года | 1-й Украинский фронт  | 3-я гвардейская танковая армия | 7-й гвардейский танковый корпус | -          |
| 1.04.1944 года | 1-й Украинский фронт  | 3-я гвардейская танковая армия | 7-й гвардейский танковый корпус | -          |
| 1.05.1944 года | 1-й Украинский фронт  | 3-я гвардейская танковая армия | 7-й гвардейский танковый корпус | -          |
| 1.06.1944 года | 1-й Украинский фронт  | 3-я гвардейская танковая армия | 7-й гвардейский танковый корпус | -          |
| 1.07.1944 года | 1-й Украинский фронт  | 3-я гвардейская танковая армия | 7-й гвардейский танковый корпус | -          |
| 1.08.1944 года | 1-й Украинский фронт  | 3-я гвардейская танковая армия | 7-й гвардейский танковый корпус | -          |
| 1.09.1944 года | 1-й Украинский фронт  | 3-я гвардейская танковая армия | 7-й гвардейский танковый корпус | -          |
| 1.10.1944 года | Резерв Ставки ВГК     | 3-я гвардейская танковая армия | 7-й гвардейский танковый корпус | -          |
| 1.11.1944 года | 1-й Украинский фронт  | 3-я гвардейская танковая армия | 7-й гвардейский танковый корпус | -          |
| 1.12.1944 года | 1-й Украинский фронт  | 3-я гвардейская танковая армия | 7-й гвардейский танковый корпус | -          |
| 1.01.1945 года | 1-й Украинский фронт  | 3-я гвардейская танковая армия | 7-й гвардейский танковый корпус | -          |
| 1.02.1945 года | 1-й Украинский фронт  | 3-я гвардейская танковая армия | 7-й гвардейский танковый корпус | -          |
| 1.03.1945 года | 1-й Украинский фронт  | 3-я гвардейская танковая армия | 7-й гвардейский танковый корпус | -          |
| 1.04.1945 года | 1-й Украинский фронт  | 3-я гвардейская танковая армия | 7-й гвардейский танковый корпус | -          |
| 1.05.1945 года | 1-й Украинский фронт  | 3-я гвардейская танковая армия | 7-й гвардейский танковый корпус | -          |

## Командование бригады

### Командиры бригады
- Сергеев, Иван Иванович (26.07.1943 — 13.10.1943), гвардии полковник (тяжело ранен 14.10.1943);
- Москальчук, Никита Андреевич (14.10.1943 — 30.10.1943), гвардии подполковник (ВРИД);
- Лебедев, Виктор Григорьевич (01.11.1943 — 09.01.1944), гвардии генерал-майор танковых войск (тяжело ранен 3.01.1944);
- Угрюмов, Степан Иванович[13] (10.01.1944 — 05.09.1944), гвардии полковник;
- Чугунков, Иван Ильич (06.09.1944 — 11.05.1945), гвардии полковник[14][15]

### Заместители командира бригады по строевой части
- Москальчук Никита Андреевич (24.08.1943 — 14.11.1943), гвардии подполковник (погиб 14.11.1943);
- Привалов Фёдор Михеевич ( — 04.01.1944), гвардии майор (погиб 4.01.1944);
- Козинский Алексей Флорович ( — 20.07.1944), гвардии подполковник (ранен 20.07.1944);
- Юрченко, Пётр Фомич (10.08.1944 — 10.04.1945), гвардии полковник (с 1 по 11.02.1945 ВРИД командира 56 гв. тбр)

### Начальники штаба бригады
- Кабанов Алексей Иванович (15.08.1943 — 14.06.1944), гвардии подполковник;
- Воронин Борис Григорьевич (25.06.1944 — 20.07.1944), гвардии подполковник;
- Соболев Николай Григорьевич (11.08.1944 — 22.01.1945), гвардии подполковник;
- Юрасов Евгений Вячеславович (15.08.1943 — 14.06.1944), гвардии майор[16]

### Начальники политотдела, заместители командира по политической части
- Каплунов, Аркадий Львович (26.07.1943 — 22.10.1943), подполковник (погиб в бою 22.10.1943);
- Ляменков, Павел Евлампиевич (27.10.1943 — 25.07.1945), подполковник[17]

## Именные танки
- Танк «Сингуровский колхозник» — за освобождение жители села Сингуры по инициативе девушек-комсомолок А. И. Маевской, Л. М. Кошкарёвой, А. А. Боровик и С. И. Прилипко подарили танк «Сингуровский колхозник», корпус № 4120922, который был передан экипажу гвардии лейтенанта Павлова.
- 54-я гв. тбр в октябре 1944 года получила 5 танков с надписью «Герой Советского Союза Попов». Эти танки были построены трудящимися Якутской АССР и названы в честь земляка-героя.
- На броне одного из танков была надпись «Суворов» — эта машина была построена на личные сбережения Маршала Советского Союза Б. М. Шапошникова.

## Награды и наименования
| Награда (наименование)                | Дата награждения                                                                 | За что получена |
| ------------------------------------- | -------------------------------------------------------------------------------- | --- |
| Почётное звание «Гвардейская»         | присвоено приказом Народного комиссара обороны СССР № 0404 от 26 июля 1943 года. | за проявленную отвагу в боях за Отечество с немецкими захватчиками, за стойкость, мужество, дисциплину и организованность, за героизм личного состава                            |
| Почётное наименование «Васильковская» | присвоено приказом Народного комиссара обороны СССР № 051 от 10 марта 1944 года  | за отличия в боях с немецкими захватчиками за освобождение города Васильков, форсирование р. Днепр и действия под Перекопом                                                      |
| Орден Ленина                          | награждена указом Президиума Верховного Совета СССР от 19 февраля 1945           | за образцовое выполнение заданий командования в боях с немецкими захватчиками, за овладение городами Ченстохова, Пшедбуж и Радомско и проявленные при этом доблесть и мужество   |
| Орден Красного Знамени                | награждена указом Президиума Верховного Совета СССР от 19 марта 1944 года        | за образцовое выполнение заданий командования в боях за освобождение городов Староконстантинова, Изяславля, Шумска, Ямполя, Острополя и проявленные при этом доблесть и мужество |
| Орден Суворова II степени             | награждена указом Президиума Верховного Совета СССР от 4 июня 1945 года          | за образцовое выполнение заданий командования в боях с немецкими захватчиками при овладении столицей Германии городом Берлин и проявленные при этом доблесть и мужество          |
| орден Богдана Хмельницкого II степени | награждена указом Президиума Верховного Совета СССР от 10 августа 1944 года      | за образцовое выполнение заданий командования в боях с немецкими захватчиками, за овладение городом Львов и проявленные при этом доблесть и мужество                             |

## Отличившиеся воины
| Награда | Ф. И. О.                                | Должность                                                                           | Звание  | Дата награждения                 | Примечания                                                       |
| ------- | --------------------------------------- | ----------------------------------------------------------------------------------- | ------- | -------------------------------- | ---------------------------------------------------------------- |
|         | Гетц, Борис Гаврилович                  | стрелок мотострелково-пулемётного батальона                                         | гвардии | 17.11.1943                       |                                                                  |
|         | Иванов, Иван Михайлович                 | механик-водитель танка Т-34-85 2-го танкового батальона                             | гвардии | 10.04.1945                       |                                                                  |
|         | Каплунов, Аркадий Львович               | заместитель командира бригады по политической части                                 | гвардии | 17.11.1943                       | звание присвоено посмертно, погиб 22.10.1943                     |
|         | Коротков, Герман Владимирович           | стрелок мотострелково-пулемётного батальона                                         | гвардии | 17.11.1943                       |                                                                  |
|         | Куприянов, Семён Семёнович              | стрелок 1-й стрелковой роты мотострелково-пулемётного батальона                     | гвардии | 17.11.1943                       | звание присвоено посмертно, погиб 1.10.1943                      |
|         | Лавров, Виктор Иванович                 | стрелок 1-й стрелковой роты мотострелково-пулемётного батальона                     | гвардии | 17.11.1943                       | звание присвоено посмертно, погиб 27.09.1943                     |
|         | Михалёв, Борис Викторович               | стрелок 1-й стрелковой роты мотострелково-пулемётного батальона                     | гвардии | 17.11.1943                       |                                                                  |
|         | Москальчук, Никита Андреевич            | заместитель командира бригады                                                       | гвардии | 10.01.1944                       | звание присвоено посмертно, погиб 14.11.1943                     |
|         | Моцный, Анатолий Андреевич              | командир танкового взвода Т-34-85 2-го танкового батальона                          | гвардии | 10.04.1945                       | лишён звания 1.07.1959, за уголовное преступление в мирное время |
|         | Никитин, Василий Варфоломеевич          | командир мотострелкового батальона                                                  | гвардии | 17.11.1943                       |                                                                  |
|         | Саркисьян, Василий Надонович            | командир стрелкового взвода 1-й стрелковой роты мотострелково-пулемётного батальона | гвардии | 17.11.1943                       |                                                                  |
|         | Сергеев, Иван Иванович                  | командир бригады                                                                    | гвардии | 17.11.1943                       |                                                                  |
|         | Ситников, Николай Михайлович            | командир взвода 2-й роты автоматчиков моторизованного батальона автоматчиков        | гвардии | 10.04.1945                       | звание присвоено посмертно, погиб 23.01.1945                     |
|         | Удов, Степан Иванович                   | командир отделения взвода разведки роты управления                                  | гвардии |                                  |                                                                  |
|         | Хохряков, Семён Васильевич              | командир 2-го танкового батальона                                                   | гвардии | 24.05.1944 23.04.1945            | погиб в бою 17 апреля 1945 года                                  |
|         | Налётов, Михаил Семёнович               | помощник командира разведывательного взвода                                         | гвардии | 28.01.1944 13.08.1944 10.04.1945 |                                                                  |
|         | Салахутдинов, Гарафутдин Салахутдинович | наводчик зенитно-пулемётной роты                                                    | гвардии | 25.08.1944 01.02.1945 27.06.1945 |                                                                  |

## Послевоенная история
10 июля 1945 года, в соответствии с директивой Ставки Верховного Главнокомандования № 11096 от 29 мая 1945 года, 54-я гвардейская танковая бригада, в составе 7-го гвардейского танкового корпуса вошла в Центральную группу войск.

24 июня 1945 года, на основании приказа НКО СССР № 0013 от 10 июня 1945 года, 54-я гвардейская танковая бригада была преобразована в 54-й гвардейский танковый Васильковский ордена Ленина Краснознамённая орденов Суворова и Богдана Хмельницкого полк (в/ч 05803) 7-й гвардейской танковой Киевско-Берлинской ордена Ленина дважды Краснознамённой ордена Суворова дивизии (в/ч 58391) 3-й гвардейской танковой армии.
Весной 1946 года 3-я гвардейская танковая армия была преобразована в 3-ю гвардейскую механизированную армию, в ноябре того же года была свёрнута в 3-ю отдельную гвардейскую кадровую танковую дивизию. В связи с этим 7-я гвардейская танковая дивизия была свёрнута в 7-й гвардейский кадровый танковый полк, а входящий в неё 54-й гвардейский танковый полк — в 54-й гвардейский кадровый танковый батальон.
Весной 1947 года 3-я отдельная гвардейская кадровая танковая дивизия была передана в состав Группы советских оккупационных войск в Германии. В августе 1949 года 7-й гвардейский кадровый танковый полк был развёрнут в дивизию, 54-й гвардейский кадровый танковый батальон в полк, с местом дислокации город Цербст.
Весной 1957 года 54-й гвардейский танковый Васильковский ордена Ленина Краснознамённая орденов Суворова и Богдана Хмельницкого полк (в/ч 05803) был расформирован.